# 阿萨法·鲍威尔

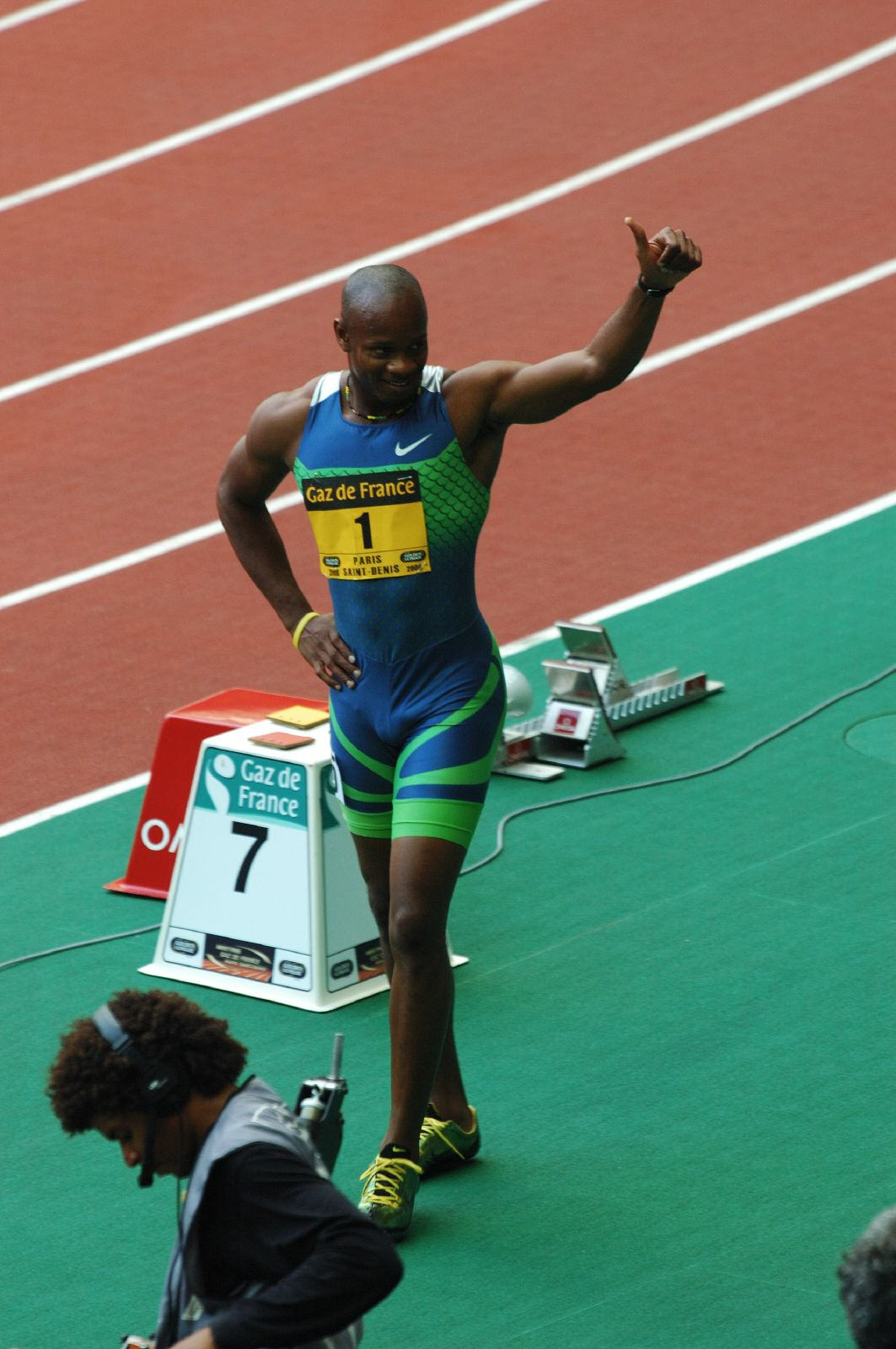
2006年，Meeting de Saint-Denis

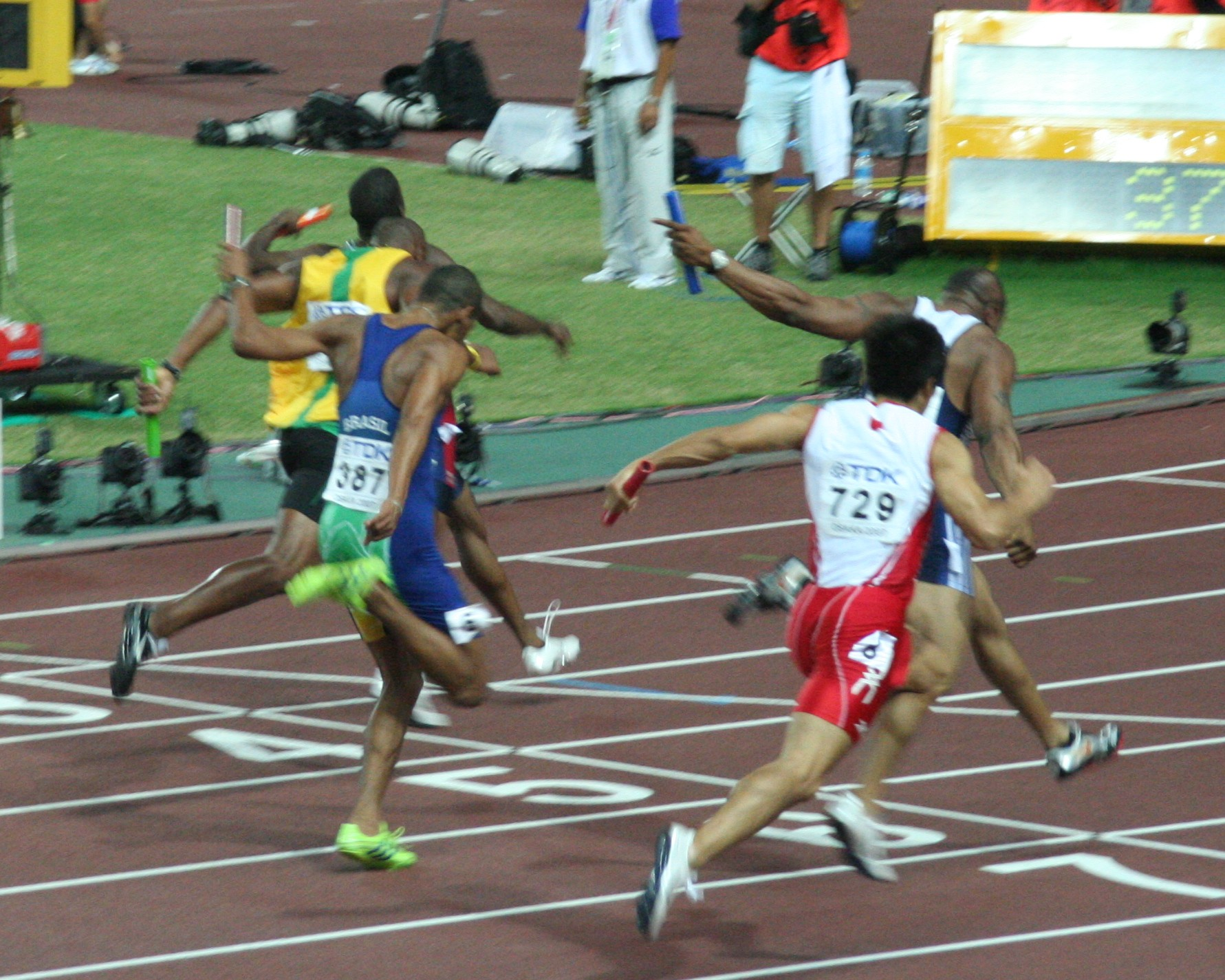
2007年世界田徑錦標賽4×100公尺接力決賽

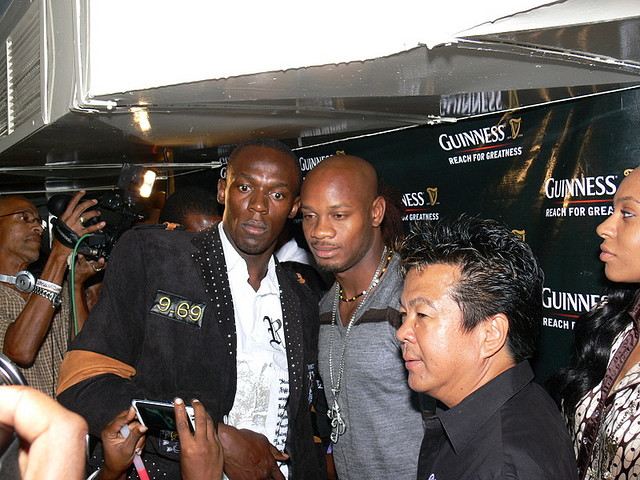
2008年10月，Usain Bolt、Asafa Powell

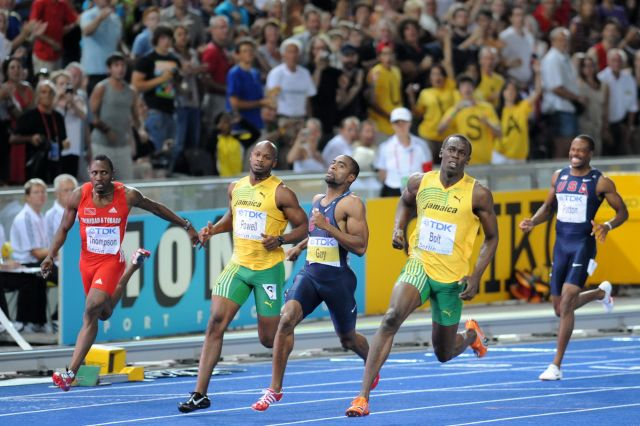
2009年世界田徑錦標賽100公尺決賽

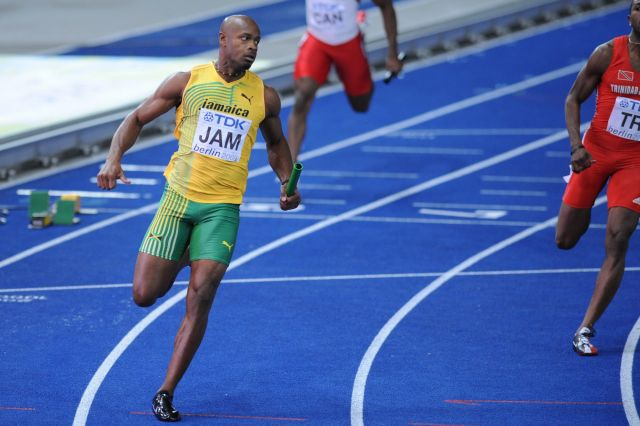
2009年世界田徑錦標賽4×100公尺接力決賽

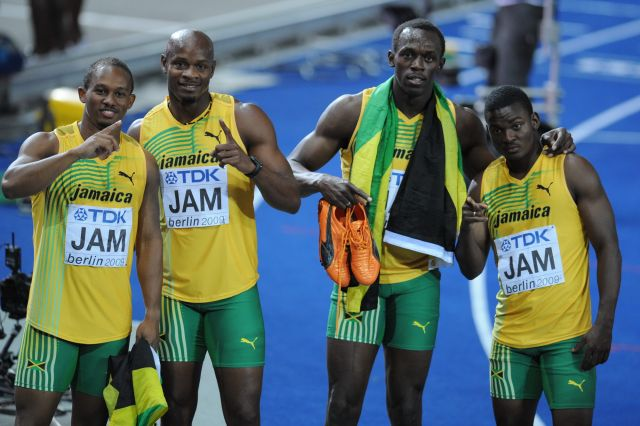
2009年世界田徑錦標賽4×100公尺接力決賽後

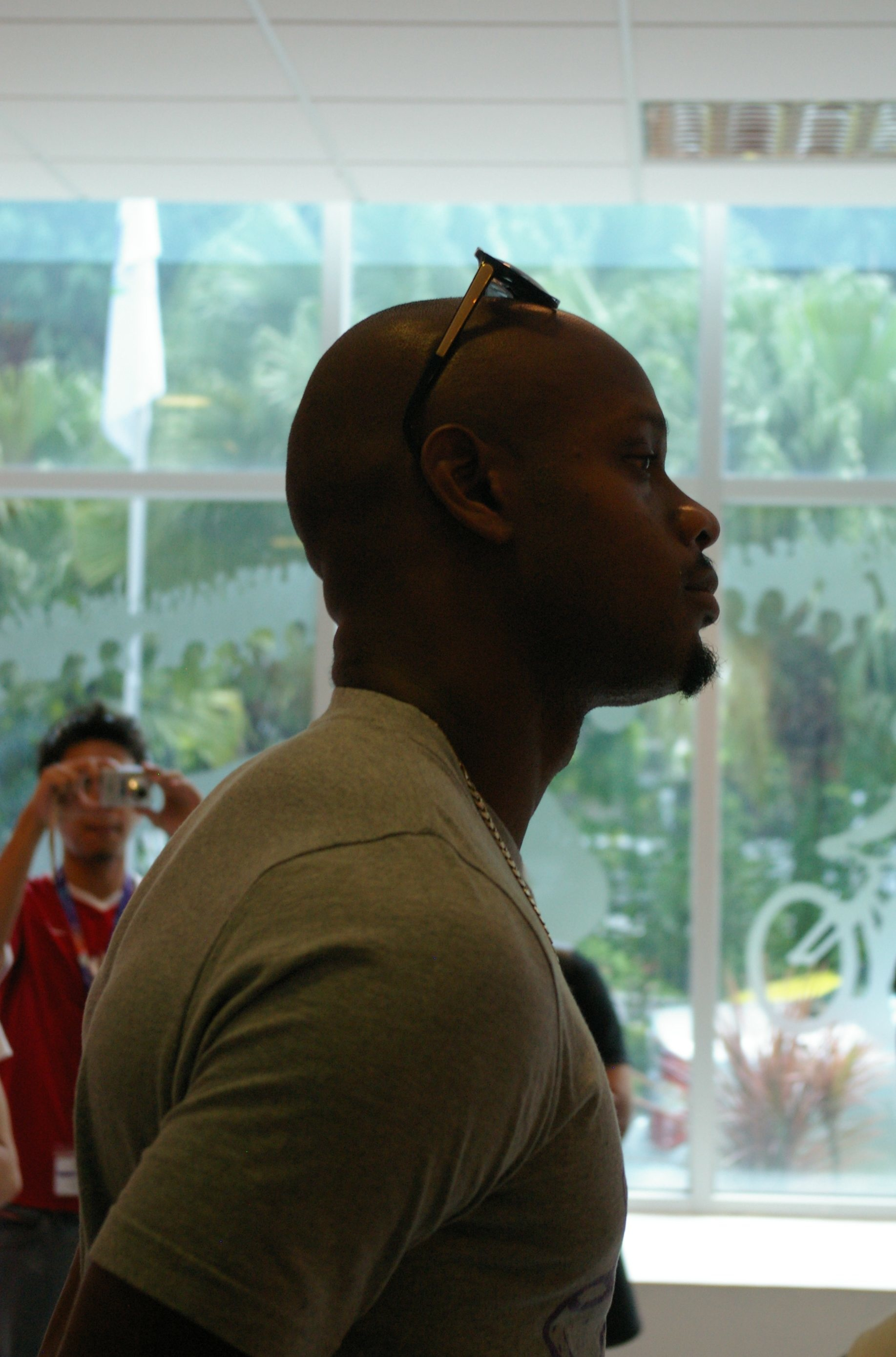
2009年12月

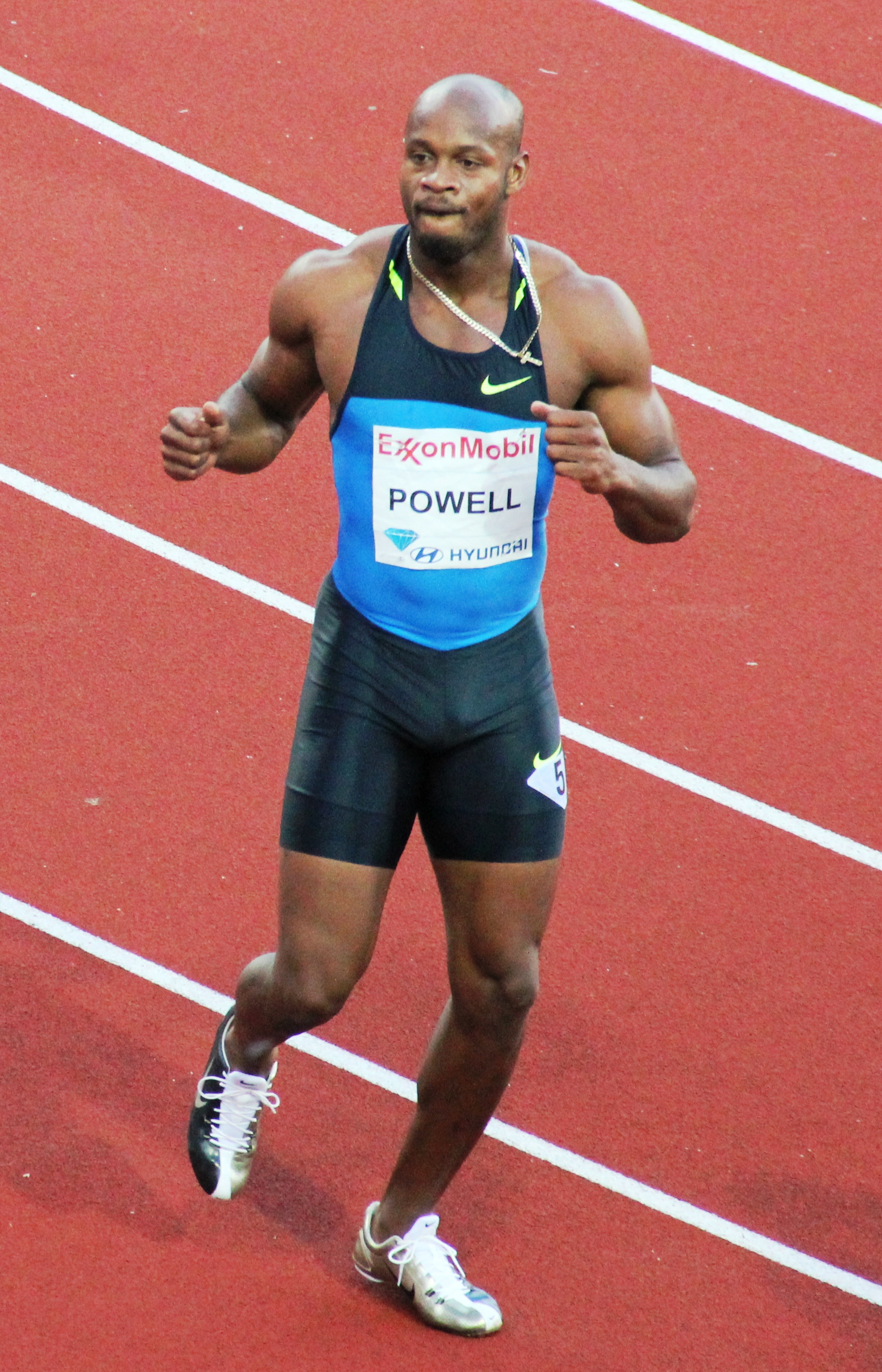
2010年，Bislett Games，100公尺決賽後

阿萨法·鲍威尔（英語：Asafa Powell，1982年11月11日—），牙买加男子短跑运动员。

## 从事短跑之前
阿萨法·鲍威尔出生在牙买加的一个传教士家庭。他的5个兄弟姐妹都从事田径运动。他的哥哥多诺万·鲍威尔（Donovan Powell）甚至曾在1999年的世界田径锦标赛上进入了男子100米的半决赛。他曾同多诺万一起在美国德克萨斯州训练过数次，不过得到的评语是“没有田径天赋”。當時他已投入其他体育运动，在2001年之前，他一直是他的母校——牙买加科技大学（University of Technology, Jamaica）美式橄榄球队的得分中锋。踢橄榄球的经历对鲍威尔日后的短跑生涯有着不小的帮助，这让他的上肢力量和平衡能力在短跑选手中鹤立鸡群。
2001年，他现在的教练斯蒂芬·弗朗西斯（Stephen Francis）慧眼识珠，断定他在短跑项目上有着极大的潜力，向他提出改练短跑。于是在19岁的“高龄”，鲍威尔才开始进行专业的短跑训练。而一般的短跑运动员在这个年龄，通常已经训练了10年以上了。

## 雅典奥运会的失利
事实验证了斯蒂芬·弗朗西斯沒有錯。两年以后，鲍威尔的成绩已经从开始训练时的10.5秒进步到了10.02秒。可惜天意弄人，2003年鲍威尔在巴黎世界田径锦标赛上遭遇了一个不小的挫折。在男子100米四分之一决赛中，由于在第二次预备起跑中起跑反应时间低于0.1秒，他和大他14岁的美国老将乔恩·德拉蒙德（Jon Drummond）被定为抢跑，双双被罚出比赛（虽然在第一次预备起跑中，两人都没有抢跑。但是根据当年国际田联的最新规定，第二次预备起跑中无论谁抢跑都将被罚出局）。两人都对这样的结果表示难以接受，德拉蒙德躺在赛道上不肯起来，鲍威尔也拒绝离开跑道。不过最终两人还是被劝离场。
2004年，鲍威尔进步飞快。他在比利时跑出了9.87秒的出色成绩。另外，由于蒂姆·蒙哥马利（Tim Montgomery）在之前的尿检中验出兴奋剂成分，被禁赛了2004年雅典奥运会，而当时的世界纪录（9.79秒）保持者莫里斯·格林（Maurice Greene）雖然参加雅典奥运会，但阿萨法·鲍威尔被视作雅典奥运会男子100米项目夺冠的热门人选。或许是巴黎的心理阴影所致，鲍威尔在决赛中起跑过慢。虽然他奋力追赶，但是最后仅仅取得第五名。

## 创造世界纪录
2005年，鲍威尔在一众强手的竞争中率先跑进10秒大关——他在2005年5月7日在家乡牙买加跑出了9.84秒。这也是他个人当时的最好成绩。而6月9日，尽管天气很不理想——气温很低而且有雨，鲍威尔还是在捷克跑出了9.85秒。许多媒体纷纷预言他将会在5天后的雅典打破世界纪录。雅典的奥林匹克体育场的跑道一向以快速而闻名，这里的跑道附着力高而阻力低，雅典的天气也非常适合选手发挥。1999年莫里斯·格林9.79秒的纪录便是在这里创造的。
在6月14日雅典的100米决赛中，鲍威尔起跑便非常完美，反应时间只有0.15秒。一直到第50米左右他才停止加速，抬起头来。当他冲过终点线时，甩开了第二名的选手至少3米。赛会的计时牌显示的是9.78秒。几分钟后，经过赛会核实，他的成绩为9.768秒。当时的风速为顺风1.6米/秒，符合国际田联低于2.0米/秒的要求。鲍威尔成功刷新了最新的男子100米世界纪录。
直到2007年9月10日，鮑威爾在義大利列蒂的國際田徑總會大獎賽將男子百米的世界紀錄推向另一高峰，9.74秒佳績，刷新自己於2005年6月在雅典田徑賽所締造的9.77秒紀錄，曾為男子百米的世界記錄保持人。2007年，被牙買加選手尤塞恩·博尔特以9.72秒成績打破。
2012年伦敦奥运会跑进男子田徑100米决赛。

## 國際大型運動賽會
| 年   | 賽事                  | 舉辦城市                       | 名次  | 項目          | 記錄                         |
| ---- | --------------------- | ------------------------------ | ----- | ------------- | ---------------------------- |
| 2002 | 大英國協運動會        | 英国 英格兰曼徹斯特            | 4sf2  | 100公尺       | 10.26秒                      |
| 2002 | 大英國協運動會        | 英国 英格兰曼徹斯特            | 銀牌  | 4×100公尺接力 | 38.62秒                      |
| 2003 | 世界田徑錦標賽        | 法國巴黎                       | qf2   | 100公尺       | Disqualified（r162.8）       |
| 2003 | 世界田徑錦標賽        | 法國巴黎                       | f     | 4×100公尺接力 | Did Not Finish               |
| 2003 | World Athletics Final | 摩納哥丰維耶                   | 第7名 | 100公尺       | 10.23秒                      |
| 2004 | 世界室內田徑錦標賽    | 匈牙利布達佩斯                 | 5sf2  | 60公尺        | 6.71秒                       |
| 2004 | 夏季奧林匹克運動會    | 希腊雅典                       | 第5名 | 100公尺       | 9.94秒                       |
| 2004 | 夏季奧林匹克運動會    | 希腊雅典                       | 4sf2  | 200公尺       | 20.56秒                      |
| 2004 | World Athletics Final | 摩納哥丰維耶                   | 金牌  | 100公尺       | 9.98秒                       |
| 2004 | World Athletics Final | 摩納哥丰維耶                   | 金牌  | 200公尺       | 20.06秒                      |
| 2006 | 大英國協運動會        | 維多利亞州墨爾本               | 金牌  | 100公尺       | 10.03秒                      |
| 2006 | 大英國協運動會        | 維多利亞州墨爾本               | 金牌  | 4×100公尺接力 | 38.36秒                      |
| 2006 | World Athletics Final | 德国斯圖加特                   | 金牌  | 100公尺       | 9.89秒                       |
| 2006 | IAAF World Cup        | 希腊雅典                       | f     | 4×100公尺接力 | Did Not Finish               |
| 2007 | 世界田徑錦標賽        | 日本大阪府大阪市               | 銅牌  | 100公尺       | 9.96秒                       |
| 2007 | 世界田徑錦標賽        | 日本大阪府大阪市               | 銀牌  | 4×100公尺接力 | 37.89秒                      |
| 2007 | World Athletics Final | 德国斯圖加特                   | 金牌  | 100公尺       | 9.83秒（世界田徑總決賽紀錄） |
| 2008 | 夏季奧林匹克運動會    | 中国北京市                     | 第5名 | 100公尺       | 9.95秒                       |
| 2008 | World Athletics Final | 德国斯圖加特                   | 金牌  | 100公尺       | 9.87秒                       |
| 2009 | 世界田徑錦標賽        | 德国柏林                       | 銅牌  | 100公尺       | 9.84秒                       |
| 2009 | 世界田徑錦標賽        | 德国柏林                       | 金牌  | 4×100公尺接力 | 37.31秒                      |
| 2009 | World Athletics Final | 希腊塞薩洛尼基                 | 銀牌  | 100公尺       | 9.90秒                       |
| 2012 | 夏季奧林匹克運動會    | 英国 英格兰倫敦                | 第7名 | 100公尺       | 11.99秒                      |
| 2015 | 世界田徑錦標賽        | 中国北京市                     | 第7名 | 100公尺       | 10.00秒                      |
| 2015 | 世界田徑錦標賽        | 中国北京市                     | 金牌  | 4×100公尺接力 | 37.36秒                      |
| 2016 | 世界室內田徑錦標賽    | 美国俄勒岡州马尔特诺马郡波特蘭 | 銀牌  | 60公尺        | 6.50秒                       |
| 2016 | 夏季奧林匹克運動會    | 巴西里約熱內盧                 | 金牌  | 4×100公尺接力 | 37.27秒                      |
| 2016 | DécaNation            | 法國馬賽                       | 金牌  | 100公尺       | 10.20秒                      |

## 統計
| 成績                    |      | 風速（m/s） | 反應時間 | 時間          | 地點                           |
| ----------------------- | ---- | ----------- | -------- | ------------- | ------------------------------ |
| 6.39秒                  | 室外 | +1.6        |          | 2005年6月14日 | 希腊雅典                       |
| 6.42秒                  | 室外 | -0.5        | 0.145秒  | 2007年8月26日 | 日本大阪府大阪市東住吉區       |
| 6.42秒                  | 室外 | +0.9        | 0.134秒  | 2009年8月16日 | 德国柏林                       |
| 6.44秒                  | 室內 |             | 0.138秒  | 2016年3月18日 | 美国俄勒岡州马尔特诺马郡波特蘭 |
| 6.44秒                  | 室內 |             | 0.136秒  | 2016年3月18日 | 美国俄勒岡州马尔特诺马郡波特蘭 |
| 6.49秒                  | 室內 |             |          | 2016年2月12日 | 美国德克薩斯州休士頓           |
| 6.50秒                  | 室內 |             | 0.170秒  | 2012年2月18日 | 英国 英格兰伯明罕              |
| 6.50秒                  | 室內 |             | 0.148秒  | 2012年2月18日 | 英国 英格兰伯明罕              |
| 6.50秒                  | 室內 |             |          | 2016年2月12日 | 美国德克薩斯州休士頓           |
| 6.50秒                  | 室內 |             | 0.135秒  | 2016年3月18日 | 美国俄勒岡州马尔特诺马郡波特蘭 |
| 平均約6.4597487318337秒 |      |             |          |               |                                |

| 成績                    | 風速（m/s） | 反應時間 | 日期          | 地點                |
| ----------------------- | ----------- | -------- | ------------- | ------------------- |
| 9.72秒                  | +0.2        |          | 2008年9月2日  | 瑞士洛桑            |
| 9.74秒                  | +1.7        |          | 2007年9月9日  | 義大利列提          |
| 9.762秒                 | +1.0        |          | 2006年8月18日 | 瑞士蘇黎世          |
| 9.763秒                 | +1.5        |          | 2006年6月11日 | 英国 英格兰蓋茲赫德 |
| 9.768秒                 | +1.6        |          | 2005年6月14日 | 希腊雅典            |
| 9.77秒                  | +0.9        |          | 2008年9月7日  | 義大利列提          |
| 9.78秒                  | 0.0         |          | 2007年9月9日  | 義大利列提          |
| 9.78秒                  | +1.0        | 0.147秒  | 2011年6月30日 | 瑞士洛桑            |
| 9.81秒                  | +1.3        | 0.153秒  | 2015年7月4日  | 法國巴黎            |
| 9.82秒                  | 0.0         |          | 2008年7月29日 | 摩納哥丰维耶        |
| 平均約9.7712201803845秒 |             |          |               |                     |

## 外部連結
- 阿萨法·鲍威尔在国际奥林匹克委员会的资料
- 阿萨法·鲍威尔在的頁面
- 阿萨法·鲍威尔的X（前Twitter）
- 阿萨法·鲍威尔的新浪微博
- 阿萨法·鲍威尔的Instagram帳戶